# Jorge Di Lauro
Jorge Di Lauro, (Buenos Aires, Argentina 13 de diciembre de 1919 - 16 de mayo de 1990. Fue un documentalistay sonidista argentino-chileno.
Es considerado uno de los pioneros del "Nuevo cine chileno".

## Biografía
Se gradúa en la Universidad de Buenos Aires de ingeniero civil. Posteriormente viaja enseguida a los Estados Unidos e ingresa a la Escuela de Cine de la Southern University California, y posteriormente a la escuela de Ingeniería Eléctrica, donde obtiene dos años después el título de Bachelor en la especialidad, lo que le permite incorporarse a los Estudios de Grabación de la RCA en Hollywood. 
En su retorno a Argentina se desempeña como director de sonido en los Estudios San Miguel de Buenos Aires. Cumple esas funciones en el célebre film de Lucas Demare, La Guerra Gaucha (1942), lo que le valió una distinción como sonidista con el premio de Academia de Artes y Ciencias Cinematográficas de la Argentina. 
Llega en 1944 a Chile, contratado por la productora estatal Chile Films para cumplir igual función, cargo en el que permanece por varios años, siendo  responsable  del sonido de más  de una veintena  de  títulos, entre films de ficción y documentales, tanto para la productora estatal como para cineastas independientes. Tales actividades las alterna con su rol de director y productor de documentales, todos ellos institucionales, producto de encargo de empresas, lo que no les quita nada de su valor cinematográfico. En 1946 contrae matrimonio con Nieves Yankovic  actriz, cineasta y artista de múltiples talentos. Toda su obra posterior aparece ligada a ella, con quien logra establecer una perfecta comunión no sólo sentimental, sino artística y ética, poco frecuente dentro del medio cinematográfico nacional. De su trabajo en conjunto destaca el celebrado documental Andacollo, señalado por la crítica como un título esencial en el desarrollo del documentalismo local. 
Su última obra, Año Santo Chileno (1974) quedaría inconclusa debido a la desaparición del camarógrafo Jorge Müller y su pareja Carmen Bueno durante la dictadura. En sus últimos años de vida, se aleja de la producción fílmica, que ha sufrido un corte abrupto con el golpe militar de septiembre de 1973. Se centra entonces en la docencia, y posteriormente en actividades gremiales. Junto con su esposa, cultivaba en lo que hacía lo que denominaban “la santidad del oficio”, fieles a sus convicciones cristianas y humanistas.

## Filmografía

### Como director
| Año  | Título                          | Nota                    | Ref    |
| ---- | ------------------------------- | ----------------------- | ------ |
| 1956 | Oda al cemento                  | Cortometraje documental | [ 4 ]  |
| 1958 | Así nace un ballet              | Cortometraje documental | [ 5 ]  |
| 1958 | Andacollo                       | Cortometraje documental | [ 6 ]  |
| 1959 | Universidad de Concepción       | Cortometraje documental | [ 7 ]  |
| 1960 | Los artistas plásticos de Chile | Cortometraje documental | [ 8 ]  |
| 1962 | Verano en invierno              | Cortometraje documental | [ 9 ]  |
| 1964 | San Pedro de Atacama            | Cortometraje documental | [ 10 ] |
| 1965 | Isla de Pascua                  | Largometraje documental | [ 11 ] |
| 1967 | Cuando el pueblo avanza         | Cortometraje documental | [ 12 ] |
| 1970 | Operación sitio                 | Cortometraje documental | [ 13 ] |
| 1974 | Año Santo Chileno               | Cortometraje documental | [ 14 ] |

### Como sonidista
Desde su llegada a Chile, Di Lauro realizó el registro sonoro de 53 obras, entre las que destacan: Ya no basta con rezar, El Chacal de Nahueltoro, Los deseos concebidos,  Tres tristes tigres , Valparaíso, mi amor, Tres miradas a la calle, Regreso al silencio, El Padre Pitillo y Ayúdeme usted compadre.